# Sylvio Diatta
Pour les articles homonymes, voir Diatta.
Sylvio Siyewoutima Diatta, né vers 2001, est un lutteur sénégalais.

## Carrière
Sylvio Siyewoutima Diatta est médaillé de bronze en lutte libre dans la catégorie des moins de 70 kg aux Championnats d'Afrique de lutte 2023 à Hammamet.

## Palmarès
| Année | Compétition            | Lieu      | Résultat | Catégorie |
| ----- | ---------------------- | --------- | -------- | --------- |
| 2023  | Championnats d'Afrique | El Jadida | 3e       | - 70 kg   |